# Визуальная коммуникация
Визуа́льная коммуника́ция — вид общения, при котором передача информации происходит с помощью знаков, изображений, образов, инфографики и так далее. Данный вид связи частично или целиком полагается на зрение.
Сегодня визуальные коммуникации чрезвычайно развиты и призваны выполнять сразу несколько задач. Общение с помощью зрительных образов прогрессирует благодаря развитию новых технологий. Визуальная коммуникация является одной из ключевых составляющих современных СМИ и социальных медиа. Визуальные коммуникации в современном обществе всё больше отходят от роли пассивного посредника, «обрастая» кодами, и приобретают ярко выраженный манипулятивный характер (особенно в рекламных целях). Таким образом, восприятие информации при визуальной коммуникации является «считыванием» визуального кода.
Визуа́льная коммуника́ция (ВК) — действие по передаче информации в котором принимающая сторона воспринимает информацию органами зрения. ВК может осуществляться как посредством личного участия передающей стороны (мимика, жесты, позы), так и посредством специально созданных носителей информации — объектов среды визуальных коммуникаций (ОСВК), составляющих среду визуальных коммуникаций (СВК).
Среда Визуальных Коммуникаций (СВК) — некое множество объектов (ОСВК), являющихся носителями информации считываемой органами зрения. СВК необходима для осуществления коммуникации (передачи информации) между субъектами общественных отношений (торговых, административных, социальных и др.).
Объект Среды Визуальных Коммуникаций (ОСВК) — специально созданный носитель информации, считываемой органами зрения. Передает информацию от передающей стороны к принимающей посредством понятных им обоим графических образов (алфавитных или неалфавитных текстов, изображений, символов и других графических элементов).
Передача информации с помощью ОСВК обладает следующими свойствами:
— передача информации без личного участия передающей стороны (в том числе с помощью средств графического дизайна возможна передача подтекста, эмоций, акцентов);
— не ограничено по времени (ограничено стойкостью носителя информации);
— не ограничено в пространстве (таблички на межпланетных станциях Пионер и Вояджер);
— в любом количестве (любой тираж).
Для того чтобы действие Визуальная коммуникация состоялось зрителю не достаточно просто увидеть ОСВК, контакт должен быть достаточен по времени, чтобы зритель успел воспринять всю или основную информацию, содержащуюся в ОСВК, зритель должен однозначно интерпретировать визуальные образы, понять текстовую часть и другие графические элементы.

## История
Визуальная коммуникация берёт своё начало ещё в древних временах, когда первобытные люди оставляли рисунки на стенах пещер. Позже стала развиваться письменность. Так появились египетские иероглифы, первые алфавиты и идеограммы. С развитием живописи визуальные коммуникации стали приобретать новый смысл: теперь они были призваны не только зрительно сообщать информацию, но и следить за реакцией аудитории (тем самым контролируя её). Новый виток в истории зрительного общения относится к появлению фотографии. Она стала носителем универсального кода, который считывался зрителем без особой подготовки или специальных знаний. Следующим этапом развития визуальных коммуникаций стали новейшие технологии. Компьютер полностью изменил процесс зрительного общения. Интернет, социальные медиа и СМИ добавили визуальным коммуникациям ещё одну функцию — раскрытие потенциала личности через содержимое, которым она делится в Сети.

## Ключевые фигуры
Одним из наиболее видных исследователей визуальной коммуникации стал английский писатель Олдос Хаксли. В своём романе-антиутопии «О дивный новый мир» Хаксли исследовал античеловеческие аспекты научно-технического прогресса. Он описывал «видение» как сумму таких слагаемых, таких как получение ощущения, отбор и восприятие.
Макс Вертгеймер, ставший основателем гештальтпсихологии, придавал особое значение простоте, как основному свойству деления визуальных групп по признаку цвета, формы и так далее. «Гештальт» в переводе с немецкого означает «форма» или «фигура». В своей единственной теоретической книге «Продуктивное мышление» Вертгеймер выводит принципы того, как объекты воспринимаются зрительно. В 1910 году психолог, стоя на железнодорожной платформе, наблюдал за серией источников света на путях. Ряд лампочек то вспыхивал, то гас, но наблюдателям казалось, что свет «переходит» с одного уровня на другой. После этого случая Макс Вертгеймер решил заняться изучением зрительного восприятия. Основным выводом проделанной им работы стала знаменитая фраза: «Целое есть нечто большее, чем сумма его частей». То есть, зрительное восприятие напрямую зависит от реципиента. Сегодня принципы гештальтпсихологии активно используются в графическом дизайне.
Лев Манович, эксперт по теории новых медиа, проследил, как культурное развитие изменилось под влиянием новейших технологий. Визуальные коммуникации, по его мнению, сегодня чаще всего происходят в социальных медиа, что даёт почву для изучения нового этапа культуры.
«… Я спрашивал, что такое Instagram: это окно в другую реальность, сообщение или медиа? Я бы сказал, что медиа не просто передают сообщение, а влияют на содержание. Ссылаясь на Маклюэна, я хотел задать вопрос: если Instagram — это визуальное окно в реальность, и миллионы людей фотографируют свою жизнь, позируя, подбирая фильтры, показывая какую-то версию своей жизни, насколько мы можем использовать это как инструмент визуальной антропологии? Насколько Instagram подходит для изучения культурной, экономической, социальной жизни в разных странах?»
Подробно влияние визуальных коммуникаций на современную жизнь описано Львом Мановичем в книгах «Язык новых медиа» и «Instagram и современный образ».

## Анализ образа
Визуальная коммуникация происходит после анализа зрителем предлагаемого образа. Интерпретация изображения всегда субъективна. Мартин Лестер (недоступная ссылка), профессор кафедры коммуникаций в Университете штата Калифорния, представил шесть основных точек зрения, с которых участники коммуникации (реципиенты) рассматривают визуальную информацию.

#### Индивидуальная точка зрения
Личное восприятие происходит в том случае, если зритель воспринимает увиденное через призму собственных мыслей и соображений. Индивидуальная оценка формируется под влиянием личностных убеждений, ценностей, моральных ориентиров. Иногда образы могут быть восприняты неверно, и менять мнение реципиента очень тяжело.

#### Критическая точка зрения
Эта перспектива отличается от личного восприятия тем, что образ воспринимается сразу группой реципиентов, будучи подвергнутым критике с нескольких сторон и точек зрения. Значение образа, его информационный посыл определяется в контексте диалога критиков, зрителей и создателя образа.

#### Историческая точка зрения
Историческая точка зрения подразумевает под собой развитие и изменения, которые произошли с подачей образа при визуальной коммуникации. К примеру, изображения, созданные с помощью компьютерных технологий, будут разительно отличаться от тех, что были созданы вручную.

#### Техническая точка зрения
Техническая перспектива обозначает, что на восприятие образа влияет использование света, позиция и презентация изображения. Правильное использование вышеперечисленных элементов помогает образу выглядеть в глазах зрителя привлекательней, чем он есть на самом деле.

#### Этическая точка зрения
С этой точки зрения, создатель изображения, зритель и само по себе изображение должны вписываться в рамки принятой этики. Это утверждение неоднозначно, так как этика многогранна.

#### Культурная точка зрения
В культурной перспективе образ должен быть символичным. Использование определённых слов, соотносящихся с изображением, использование уже знакомых героев и так далее, помогает образу раскрыться в культурном ключе.